# Али, Мухаммед (барабанщик)
Мухаммед Али (англ. Muhammad Ali, имя при рождении  Рэймонд Паттерсон англ. Raymond Patterson; род. 23 декабря 1936, Филадельфия, Пенсильвания) — американский фри-джазовый барабанщик.

## Ранний период жизни
Али родился и вырос в Филадельфии, штат Пенсильвания. Его семья была музыкальной; его мать пела с Джимми Лансфордом. Он вместе вместе с отцом и братьями принял ислам. Его старший брат, Рашид Али, также был барабанщиком.

## Карьера
В 1969 году он записал с Альбертом Эйлером сессию, которая впоследствии вышла под названиями «Music Is the Healing Force of the Universe» и «The Last Album». Как и многие джазовые музыканты 1960-х годов, в 1969 году он переехал в Европу вместе с Фрэнком Райтом, Ноа Ховардом и Бобби Фью.
В «The Jazz Discography» указано, что Али принял участие в 26 сессиях звукозаписи с 1967 по 1983 год.
В октябре 2006 года Али принял участие в концерте, посвященном 80-летию Джона Колтрейна, в его родном городе Филадельфия. Также на концерте присутствовали его брат, пианист Дэйв Баррелл, и басист Реджи Уоркман. Летом 2008 года он также играл с альт-саксофонистом Ноа Ховардом. В 2010 году он записал «Planetary Unknown» в составе квартета под управлением Дэвида Спенсера Уэра, что стало первой записью Али за почти тридцать лет.

## Дискография

### В качестве сайдмена
С Идрисом Акамурой, Рашидом Аль Акбаром, и Эрлом Кроссом
- Ascent of the Nether Creatures (NoBusiness, 2014), записано в 1980 году.

С Альбертом Эйлером
- Music Is the Healing Force of the Universe (Impulse!, 1969)
- The Last Album (Impulse!, 1971)
- Holy Ghost: Rare & Unissued Recordings (1962–70) (Revenant, 2004)

С Гансом Дульфером
- El saxofón (Catfish, 1971)

С Бобби Фью
- More or Less Few (Center of the World, 1973)
- Rhapsody in Few (Black Lion, 1983)

С Ноа Ховардом
- The Black Ark (Freedom, 1971)
- Space Dimension (America, 1971)
- Live in Europe Vol. 1 (Sun, 1975)

С Стивом Лейси
- Associates (Musica Jazz, 1996)

С Мишелем Пильцем
- Jamabiko (M.P., 1984)

С Сахебом Сарбибом
- Live In Europe Vol 1 (Sasa, 1976)
- Live In Europe Vol 2 (Marge, 1976)

С Арчи Шеппом
- Pitchin Can (America, 1970)
- Coral Rock (America, 1973)
- Live At The Festival (Enja, 1975) (один трек)
- Doodlin' (Inner City, 1976)

С Алан Шортер
- Orgasm (Verve, 1969)

С Аланом Сильва
- The Shout - Portrait for a Small Woman (Sun Records, 1979)

С Дэвидом Спенсером Уэйром
- Planetary Unknown (AUM Fidelity, 2011)
- Live at Jazzfestival Saalfelden 2011 (AUM Fidelity, 2012)

С Фрэнком Райтом
- Your Prayer (ESP-Disk, 1967)
- One for John (BYG, 1970)
- Church Number Nine (Odeon, 1971)
- Center of the World (Center of the World, 1972)
- Last Polka in Nancy? (Center of the World, 1973)
- Adieu, Little Man (Center of the World, 1974)
- For Example - Workshop Freie Musik 1969 - 1978 (FMP, 1978) (один трек)
- The Complete ESP-Disk Recordings (ESP-Disk, 2005)
- Unity (ESP-Disk, 2006)

С Бобби Занкелем
- Celebrating William Parker @ 65 (Not Two, 2017)[9]